# 泸州高新技术产业开发区
泸州高新技术产业开发区位于四川省泸州市，是2015年2月经国务院批准建立的国家高新技术产业开发区，面积202平方公里。

## 历史沿革
- 1993年： 四川省人民政府批准建立泸州经济技术开发区
- 2006年： 经国家发展改革委审核设立省级经济开发区
- 2013年： 经四川省政府批准为省级高新技术产业园区
- 2014年： 更名为四川泸州高新技术产业园区
- 2015年2月： 国务院同意泸州高新区升级为国家高新技术产业开发区，定名为泸州高新技术产业开发区[2]。